# Dungeon Master (datorspel)
Dungeon Master (DM) är ett rollspel utvecklat av FTL Games, och utgivet till Atari ST 1987. Spelet använder sig av tidig 3D-grafik.

### Fotnoter
1. ↑  Daniel Durgan (1 oktober 1998). ”Interview with the Apple Dungeon Master programmer Don Jordan”. The Un-Official Dungeon Master Web Site. Arkiverad från originalet den 5 december 2000. https://web.archive.org/web/20001205013200/http://freespace.virgin.net/daniel.durgan/vault/interview.htm.